# 六師村
六師村（むつしむら）は、愛知県西春日井郡にかつてあった村。現在の北名古屋市六ツ師、小牧市多気南町の一部に該当する。

## 沿革
- 明治22年（1889年）10月1日 - 町村制の施行により、六師村が単独で自治体を形成。
- 明治39年（1906年）7月16日 - 訓原村・鹿田村・熊之庄村と合併して師勝村が発足。同日六師村廃止[1]。